# La Anunciación Friedsam
La Anunciación Friedsam, es una pintura realizada por el artista flamenco Petrus Christus. Realizada en óleo sobre tabla de roble hacia el 1450, se encuentra expuesta en el Museo Metropolitano de Arte de Nueva York. Representa el tema de la Anunciación del arcángel Gabriel a María. Había sido atribuida a Jan y Hubert van Eyck. Posiblemente sea un fragmento de un cuadro mucho mayor, ya que se encuentra recortado por tres de sus lados. Esta Anunciación transforma la narración lacónica de la Biblia en una especie de poema visual o himno. El ángel lleva las vestiduras litúrgicas de un sacerdote, y la Virgen está al abrigo de la puerta de una iglesia, parte románica (derecha) y parte gótica (izquierda), haciendo referencia a la antítesis entre el judaísmo y el cristianismo. La obra tiene la fuerza característica proveniente de la pintura de Jan van Eyck, si bien el historiador y experto en pintura flamenca Erwin Panofsky, quien pensaba que era Van Eyck el autor, conecta esta obra directamente con La Anunciación de Melchior Broederlam y con las miniaturas del Libro de horas de Boucicaut que ya había sido fuente de inspiración de Van Eyck para su Anunciación de 1434.

## Contexto

### Problemas de atribución
El historiador Erwin Panofsky desde los años 50 del siglo XX había atribuido la autoría de la obra a Hubert y Jan van Eyck. Defendía la autoría de Jan van Eyck ya que relaciona la obra directamente con la Anunciación de Melchior Broederlam y la del Libro de horas de Boucicaut, obras que habían sido modelo visual para la Anunciación de Jan van Eyck. 
Las representaciones de anunciaciones durante el siglo XV normalmente se representan en un entorno doméstico y la Anunciación Friedsam al estar en un exterior, inicialmente hizo que se datara la obra próxima a la época de los hermanos Van Eyck, pero formalmente no se habría de considerar obra de los Van Eyck: el naturalismo y el tratamiento de la vegetación sí que se pueden asociar a la pintura de los Van Eyck, en cambio la volumetría y rotundidad de las figuras se ha considerado mano de Petrus Christus.  
Max Friedländer defendió la autoría de Petrus Christus, llegando a especular que se pudiera tratar de una copia de una obra perdida de Jan van Eyck. Hacia el 1968 gracias a unos estudios más minuciosos se verificó la autoría de Petrus Christus que se ha mantenido dicha atribución hasta la actualidad.
Estos problemas de atribución vienen dados en parte por el desgaste de la pintura, especialmente en los rostros. En la exposición de 1994 "Petrus Christus: Renaissance Master of Bruges", se atribuye la obra de nuevo a Petrus Christus, gracias al estudio estilístico y técnico del dibujo subyacente que respondía al estilo de este pintor. 
Gracias al estudio de datación realizado por Peter Klein en 1994 se descubrió que en la tabla había una cronología más avanzada, una vez había fallecido Huber van Eyck (1426) de entorno al 1442, sería la época en la que se encontraría en activo Petrus Christus, donde se conoce que esta trabajando en la ciudad de Brujas en torno al 1444.
Maryan Ainsworth también apoya la atribución a Petrus Christus, defendiendo que sería una de sus primeras obras, justificando así la influencia de Jan van Eyck.

### El autor
Petrus Christus (Baarle-Hertog, circa. 1410/1415 - Brujas, 1472/1473), fue un pintor de la segunda generación de los primitivos flamencos activo en Brujas desde 1444. Los temas de su obra se sitúan dentro de las obras religiosas y profanas. A pesar de ser considerado un seguidor del estilo de Jan van Eyck, no coincidió con él en Brujas, a donde llegó después de 1441, fecha de la muerte del maestro.
Christus se decantó por mantener el espacio y el volumen eyckianos mientras quitaba importancia a la continuidad rítmica y la precisión lineal, reduciendo las complejidades del modelo de Van Eyck en superficies planas y simples. Transformó el lenguaje de los maestros a un nivel más llano y casero, sin actitudes heroicas y asequible para aquellos que, como él, provenían del norte menos desarrollado. Dejó de aplicar la compleja simbología religiosa escondida en los detalles de las obras de sus predecesores, un signo de clara modernidad. Hizo una aportación muy importante con la correcta utilización de la perspectiva lineal, con un único punto de fuga central, logrando la representación de un espacio pictórico lógico. Fue el primero de los primitivos flamencos en utilizar este tipo de perspectiva.

### Relación de la obra con su época histórica
La obra fue pintada en Flandes a mediados del siglo XV. En esta época existía una sociedad próspera, con una economía basada en los productos textiles de lujo y en el comercio, favorecida por la excelente situación estratégica de la región: por allí pasaban las grandes rutas comerciales terrestres que iban desde Italia y Francia hacia el Atlántico norte - Inglaterra y países nórdicos - y las rutas marítimas que iban del mar del norte al Cantábrico. A la burguesía flamenca le gustaba el lujo y el arte, de acuerdo con el desarrollo de sus intereses económicos e intelectuales. Estas obras iban destinadas al propio disfrute, es decir, era para tenerlas y lucirlas en casa o en sus capillas privadas, lo que se llama la «pintura de devoción». De ahí que se consideraba que la pintura era una técnica ideal, manejable, relativamente barata y adecuada para reflejar los gustos burgueses.

### Estilo
La obra está realizada en el estilo de los primitivos flamencos. La escuela flamenca de pintura fue una de las más importantes del mundo, desde sus inicios en el siglo XV hasta el siglo XVIII. Para distinguir este período temprano del siglo XV se utiliza la denominación de «Escuela de los Primitivos Flamencos». Esta escuela acostumbraba a pintar cuadros de temática religiosa, que trataban novedosamente como escenas costumbristas, aunque también desarrollaron e instauraron el retrato y el paisaje. Utilizaban la técnica al óleo y su estilo se caracterizaba por la minuciosidad, el detalle en la reproducción de objetos, el naturalismo y el amor al paisaje. Entre los artistas más importantes de esta escuela destacaron Robert Campin, Jan van Eyck, Roger van der Weyden -discípulo de Campin- y Petrus Christus. En Cataluña hay que citar la influencia de este estilo en Lluís Dalmau, autor de la Virgen dels Consellers después de haber trabajado en el taller de Jan van Eyck.
La Anunciación Friedsam es una pintura al óleo. Giorgio Vasari atribuyó el descubrimiento de esta técnica a Jan van Eyck, aunque posteriormente quedó demostrado que no fue así, ya que el uso del aceite como vehículo de los pigmentos ya se utilizaba en obras pictóricas del siglo XIII. Lo que sí es destacable es el hecho de que Van Eyck transformara esta técnica en un procedimiento de una gran perfección, empleando el aceite de linaza con otros disolventes y barnices que, aplicado en veladuras, conseguía el secado de las capas y facilitaba las correcciones.

## Tema
Se representa el tema de la Anunciación, la aparición del arcángel Gabriel para comunicar a la Virgen María que sería madre de Jesús, aunque sin haber tenido relación carnal, sino que concebiría un hijo por obra del Espíritu Santo. Una escena clásica para el arte europeo.
La primera versión de la historia aparece en el evangelio de San Lucas [Lc 1: 26-38]. También aparece la escena en los evangelios apócrifos y en el Corán.
Del texto bíblico son especialmente conocidas las primeras palabras del arcángel y la respuesta de María, que aparecen representadas de forma relevante dentro de la obra.

«	.... «Alégrate, llena de gracia, el Señor está contigo».

.............. «He aquí la esclava del Señor; hágase en mí según tu palabra »............

## Historia
La obra fue atribuida durante mucho tiempo a Hubert o Jan van Eyck, una opinión liderada a finales de los años 1950 por el especialista en pintura flamenca Erwin Panofsky con el apoyo de otros expertos como Erik Larsen. Otros investigadores, como Max Friedländer habían defendido la autoría de Petrus Christus, e incluso se había especulado con que se tratara de una copia de una obra perdida de Van Eyck hecha por Christus después de 1430. En 1968, John L. Ward terminó certificando la autoría a favor de Petrus Christus, después de realizar estudios más detallados. En un momento indeterminado, el cuadro fue recortado por arriba, por abajo y por el lado izquierdo, un hecho que ha llevado a considerar que podría tratarse de una parte de una obra mayor.
El primer propietario conocido fue el príncipe de Charleroi; durante el siglo XIX estuvo en Amberes en manos de JJ van Hal, y desde 1836, fue propiedad de CJ Nieuwenhuys de Bruselas; en 1860 fue comprado por un tal monsieur Parent, de París, y en 1926 su nieta y condesa O'Gorman lo vendió. En el mismo año fue propiedad sucesivamente de Allen Loebl, Philip Lehman, y Kleinberg, de Nueva York. Ese mismo año fue vendido a Michael Friedsam por 65.000 dólares. Friedsam legó su patrimonio al museo Metropolitano en 1931.

## Descripción y simbología
La escena está situada en el exterior de un templo, delante de su puerta, donde se encuentra la Virgen mientras el ángel está en el exterior, una composición extraña en la pintura flamenca, ya que es más habitual ubicar los personajes dentro de un entorno interior doméstico, como el Tríptico de la Anunciación de Robert Campin o el Tríptico de la Anunciación de Rogier van der Weyden, o bien dentro de una iglesia, como la Anunciación de Jan van Eyck. El caso más cercano era La Anunciación de Melchior Broederlam donde el ángel está en el exterior de la iglesia y la Virgen bajo una especie de porche eclesiástico, sentada y leyendo.
Todo el conjunto está captado desde un punto de vista elevado respecto a los personajes, aproximadamente a la altura del dintel de la puerta de la iglesia. Este es un hecho inusual en la pintura de este periodo, si bien hay un precedente en La Natividad de Robert Campin. En la obra de Campin es visible la línea del horizonte, un detalle que en esta Anunciación ya no es visible debido a los recortes sufridos.
La escena se produce en medio de un pequeño jardín parcialmente cerrado por un muro curvilíneo claramente mal conservado, al igual que el mismo jardín que está cubierto de hierbas y en el que hay algunas plantas identificables. El espacio del jardín ocupa el tercio izquierdo del cuadro. Es una representación de la escena del hortus conclusus del Cantar de los Cantares [ Cántico 04:12 ], una iconografía medieval sobre la perpetua virginidad de María, un tema al que ya había hecho referencia Fra Angelico a su Anunciación de Florencia fechada entre 1437-1446.
Detrás de la Virgen se percibe el interior poco iluminado de la iglesia. A su derecha, medio escondido por la arquivolta de la portada, hay un jarrón con lirios blancos, símbolo de la pureza de María. Se puede observar parcialmente el suelo del interior de la iglesia, decorado con azulejos polícromos. A la derecha de la Virgen, cerca del jarrón con lirios, hay una baldosa con la letra "A" y en el otro extremo se observa una «M», corresponden a las iniciales de «Ave María». En el escalón de entrada, justo delante de los pies de María, hay una inscripción con el texto «REGINA CELI LET [ARE]» (Reina del Cielo alégrate!).
Si el interior del templo permanece oculto a la mirada del espectador, su fachada centra la atención y recoge buena parte de la iconografía. Así, a pesar de tratarse mayoritariamente de una arquitectura gótica, como otros espacios eclesiásticos de la época, en este caso se incluyen elementos románicos en su mitad izquierda. La presencia de los dos estilos, cronológicamente contiguos, hacen referencia a la antítesis entre judaísmo y cristianismo, entre Antiguo y Nuevo testamento. Este recurso había sido utilizado a comienzos del siglo XV por Guerau Gener en el retablo de Santes Creus, instalado en la catedral de Tarragona.
En el lado derecho de la Virgen, está la arquitectura gótica y en el lado izquierdo, se muestra la parte románica. La mitad gótica es más visible y cuenta con ventanas, una simbología de la luz divina. El contrafuerte gótico del portal, es más ancho y elaborado y está rematado por una figura decorativa llamada en flamenco kruisbloeme (flor de la cruz). En el contrafuerte del extremo del edificio nacen unas hierbas con flores blancas, de nuevo una representación de la pureza. En el lado románico, la estructura del contrafuerte es simple, cilíndrica y terminada en una imposta con una ménsula en forma de simio, de claras connotaciones negativas y que se relacionaba con la figura de Eva como causante del pecado original, en contraste con María, la «nueva Eva», que iniciaba el camino para aniquilar los pecados antiguos. Encima de la imposta arrancan dos columnas de pórfido que simbolizan las columnas del templo de Jerusalén llamadas Jaquín y Boaz [1 Reyes 7:21].
En el tímpano de la puerta hay una hornacina que está vacía para poder alojar una imagen del Salvador todavía no nacido, en clara alusión a la definición de Jesús como «piedra principal» tal como se menciona en [Salmos 118: 22].

### Los personajes
Panofsky mantiene que el autor (según él, Jan van Eyck) se había inspirado en Melchior Broederlam y en el Libro de horas de Boucicaut que ya había sido fuente de inspiración de Van Eyck para su Anunciación de 1434.
La Virgen está situada en el centro de la portada de una iglesia mientras el arcángel Gabriel se encuentra en el exterior en una posición menos elevada, de forma contraria a otras obras contemporáneas donde la Virgen suele adoptar una actitud de más sumisión, de mayor humildad. El ángel dirige su mirada hacia María y esta alza la vista arriba. Como es habitual en esta escena, María lleva un libro de horas en la mano, como si hubiera sido sorprendida leyendo en el interior del templo y hubiera salido a recibir al ángel en el exterior. Entre ambos y en una posición más elevada se encuentra el mensaje de Dios que se muestra en el envío de la paloma, símbolo del Espíritu Santo irradiando haces de luz en presencia de María. En la Anunciación de Van Eyck y la de Campin, del Espíritu Santo salen siete rayos que representan los siete dones del Espíritu Santo, pero en esta obra se adelantan únicamente tres hacia la joven.
El color de los mantos del ángel y María son rojo y azul respectivamente, tal como sucede en La Anunciación de Broederlam y en el Archivo. La vestimenta de María está festoneada con perlas; el ángel Gabriel lleva un cetro y viste una capa pluvial bordada con oro y un broche que la cierra. Sus alas son polícromas como en la Anunciación de Van Eyck o en el Tríptico de la Anunciación. La posición de los personajes y de sus manos recuerda la Anunciación en grisalla de Van Eyck que hay en el museo Thyssen-Bornemisza.

### Otras obras contemporáneas con influencias sobre esta obra
|                              |
| Libro de horas de Boucicaut. |

|                                                                                              |
| La Anunciación y la Visitación de Melchior Broederlam, fuente de inspiración según Panofsky. |

|                                                                             |
| Anunciación de Van Eyck. La policromía de les alas del ángel son similares. |

|                                                                            |
| La postura y las manos parecen inspiradas en esta Anunciación de Van Eyck. |

|                                                                             |
| La Natividad de Robert Campin con quien comparte el punto de vista elevado. |

|                                                         |
| La Anunciación de Fra Angelico con el hortus conclusus. |

|                                                                                |
| María entre una columna gótica y una salomónica, en el Retablo de Santes Creus |

| |
| La anunciación (1430) Museo Metropolitano de Arte del Maestro de la Leyenda de Santa Bárbara donde el jarrón de lirios y las alas del ángel son muy similares. |